# Cátedra China
Cátedra China actualmente Fundación Cátedra China, es un think tank orientado a profundizar en el conocimiento mutuo entre China y España, con expertos en cada tema desde la visión Oriente y Occidente. Es una organización internacional, hispano china, no gubernamental, sin fines de lucro que trabaja para promover un conocimiento riguroso, veraz y profundo sobre la realidad de la China del siglo XXI. Además,impulsar el conocimiento entre las personas de ambos países, en todos los sectores, económico, político y sociocultural.

## Trayectoria
Cátedra China nace y se presenta en 2012 como un foro abierto sobre China, con la coordinación de Marcelo Muñoz Álvarez y el alemán Kurt Grötsch, director de Chinese Friendly International. Ambos impulsaron el proyecto que comenzó con la dirección de Marcelo Muñoz Álvarez. La institución tiene su sede en España y se organiza como un Think Tank Multidisciplinar de expertos en China, con años de estudio, formación y experiencia directa en ambos países.
Con los objetivos de promover debates abiertos para informar sobre la República Popular China y llevar información sobre España a China. El conocimiento histórico y contemporáneo de los dos países para entender los roles en el siglo XXI. Las relaciones geopolíticas con el resto del mundo y las peculiaridades culturales, universitarias, económicas, políticas o filosóficas, se promueven con los expertos que constituyen el Claustro de profesorado y Claustro Senior.
Las actividades para conocer las realidades de China se organizan en forma de conferencias en ámbitos académicos, empresariales, culturales, políticos, administraciones públicas y organizaciones en general. Durante la pandemia del COVID-19 se organizan actividades telemáticas. En abril de 2020, el ministro Consejero de la Embajada China en España, Yao Fei, realizó un intercambio con un grupo de jóvenes líderes españoles y Cátedra China, para impulsar la lucha contra el COVID-19 y las relaciones entre China y España. Entre las actividades internacionales, el debate China y Occidente frente a frente: rivalidad o cooperación organizado en colaboración con el Instituto Schiller. El presiente actual es Marcelo Muñoz Álvarez.

## Actividades seleccionadas
Durante la pandemia de 2020 las jornadas y eventos se organizan en plataformas online, lo que permite su difusión internacional. La jornada internacional "El escenario urbano Post-COVID en China, debatiendo retos y propuestas" se desarrolló el 26 de noviembre organizada por el Grupo de Trabajo sobre desarrollo y sostenibilidad urbana y territorial de Cátedra China. El 28 de octubre de 2020 se contó con la participación de José Luis Rodríguez Zapatero en la jornada “China y Unión Europea: rivalidad sistémica o cooperación en la gobernanza global”. El 21 de octubre se celebró la conferencia “China y Occidente frente a frente: rivalidad o cooperación” en colaboración con el Instituto Schiller, con la participación de Ángel Álvarez Rodríguez, el ministro Consejero de la embajada de la República Popular China en España Yao Fei, entre otros.

## Misión
Cátedra China integra personas de los sectores cultural, académico, empresarial, mediático, que tienen gran conocimiento de la historia China y Española, antigua y contemporánea. Su misión es identificar vías de colaboración entre China y España, activar el conocimiento mutuo con actividades de diálogo. Visibilizar la cultura para potenciar el entendimiento entre China y España.
Entre los miembros del claustro de honor de Cátedra China se encuentran los embajadores Pablo Bravo, Manuel Valencia y Eugenio Bregolat, Luis Cobos, Rosa María Calaf, Taciana Fisac Badell, Emilio Lamo de Espinosa, Larry Levene, Cristina Manzano, Federico Mayor Zaragoza, Andrés Ortega, Gonzalo Ortiz Díez-Tortosa, Alfredo Pastor, Alicia Relinque Eleta, y José Luis Rodríguez Zapatero.

## Premios
Cátedra China reconoce a las personas que trabajan en la difusión del conocimiento de la cultura, economía, política o sociedad con los Premios Anuales Cátedra China. En la IV edición de los Premios Cátedra China celebrada en 2018 en el Auditorio del Ayuntamiento de Madrid, el acto estuvo presidido por el Ex Embajador de España en China, Eugenio Bregolat, Ex Embajador de España en China y entre los premiados, Dolors Folch como experta en historia de China, Xulio Ríos como experto en política china, Julio Juberías como uno de los empresarios pioneros españoles que implantó una fábrica en China en 1988. En la II edición se reconoció a la ciudad de Valencia como capital española de la Ruta de la Seda Taciana, a Taciana Fisac, a Georgina Higueras, Iván Máñez y a la directora del Instituto Cervantes en Pekín Inmaculada González Puy.